# Walter Jackson Freeman III
Walter Jackson Freeman III (Washington D. C., Estados Unidos; 30 de enero de 1927 – Berkeley, Estados Unidos; 24 de abril de 2016) fue un neurocientífico, neurofisiólogo y filósofo estadounidense. Su trabajo se centró en el estudio de la neurodinámica, en particular en la aplicación de la teoría del caos al análisis de la actividad cerebral y los procesos perceptivos. Fue profesor emérito en la Universidad de California en Berkeley.
Es necesario distinguirlo de su padre, Walter Jackson Freeman II, médico conocido por su promoción de la lobotomía en Estados Unidos. Las investigaciones de Freeman III se enfocaron en campos distintos, relacionados con la dinámica cerebral y la cognición.

## Biografía
Nació en Washington D. C. el 30 de enero de 1927. Fue parte de una familia con antecedentes médicos. Su bisabuelo materno, William Williams Keen, participó como cirujano durante la Guerra de Secesión estadounidense y es considerado una de las figuras pioneras de la neurocirugía en ese país.

### Trayectoria académica
Se incorporó al cuerpo docente de la Universidad de California en Berkeley, donde desarrolló su carrera durante más de cinco décadas. Fue Profesor de la Escuela de Posgrado y, posteriormente, Profesor Emérito en la División de Neurobiología del Departamento de Biología Molecular y Celular.
En 1994 presidió la International Neural Network Society y fue nombrado miembro vitalicio del Institute of Electrical and Electronics Engineers.

## Investigaciones
Las investigaciones de Freeman abordaron la actividad cerebral desde una perspectiva no lineal, incorporando herramientas matemáticas y físicas para describir el comportamiento colectivo de conjuntos neuronales. Sus principales líneas de trabajo incluyen:

### Neurodinámica y teoría del caos
Fue uno de los primeros en aplicar conceptos de la teoría del caos al estudio del cerebro. Analizó la actividad oscilatoria de las cortezas sensoriales en animales, especialmente en el rango gamma, con el fin de comprender los mecanismos de la percepción.

### Sistema olfativo
Realizó estudios con electroencefalografía en conejos, centrados en la dinámica del sistema olfativo. Su modelo neurodinámico fue empleado para explorar los procesos perceptivos y cognitivos tanto en animales como en humanos.

### Acción de masa
En su obra Mass Action in the Nervous System (1975), integró modelos matemáticos de circuitos con datos fisiológicos, proponiendo una visión sistémica del funcionamiento cerebral. Este enfoque precedió al uso generalizado de la teoría del caos en neurociencia.

### Crítica al reduccionismo
Rechazó enfoques reduccionistas que describen al cerebro como un sistema de procesamiento de información. En cambio, propuso un modelo holístico que considera la interacción entre cerebro, cuerpo y entorno como unidad funcional.

## Filosofía
Freeman exploró vínculos entre neurociencia y filosofía. Consideró que el tomismo, en particular la obra de Tomás de Aquino, ofrecía una estructura filosófica compatible con la neurodinámica para abordar fenómenos cognitivos, destacando similitudes en la concepción de la mente como parte de un sistema integrado.

## Publicaciones
A lo largo de su carrera, Freeman publicó más de 450 artículos científicos y varios libros. Entre sus obras más relevantes se encuentran:
- Mass Action in the Nervous System (1975)[6]
- Societies of Brains: A Study in the Neuroscience of Love and Hate[7]
- Neurodynamics: An Exploration in Mesoscopic Brain Dynamics[8]
- Imaging Brain Function With EEG: Advanced Temporal and Spatial Analysis of Electroencephalographic Signals[9]
- Cognitive Phase Transitions in the Cerebral Cortex: Enhancing the Neuron Doctrine by Modeling Neural Fields[10]

## Distinciones
Recibió una Beca Guggenheim en Ciencias Naturales en la región de Estados Unidos y Canadá.